# Teodoro Cottrau
Teodoro Cottrau född 7 december 1827 i Neapel Italien död 30 mars 1879 i Neapel, italiensk kompositör, textförfattare, publicist, journalist och politiker. På 1830-talet skrev han text och musik till "Santa Lucia", den barkaroll om Borgo Santa Lucia, Neapels hamnkvarter, som lär ha sjungits av neapolitanska "gondoljärer", senare gjorts världskänd av operasångare som Enrico Caruso och därefter fått låna melodi till den svenska luciasången.

## Filmmusik i urval
- 1970 -  Baltutlämningen
- 1955 - Blå himmel